# Haltham
Haltham è un villaggio e parrocchia civile dell'Inghilterra, appartenente alla contea del Lincolnshire.